# Рухадзе Зоя Матвіївна
Зоя Матвіївна Рухадзе (1 грудня 1916 — 10 квітня 1944) — комсомолка, учасниця сімферопольського підпілля в роки німецько-румунської окупації. Замучена в гестаповському застінку. Посмертно нагороджена медаллю «За відвагу».

## Біографія
Народилася в 1916 році. З бідної зросійщеної та осілої в Криму грузинської сім'ї. Рано залишилася без батька. 
Навчалася у сімферопольській 9-ій гімназії, потім закінчила планово-економічний технікум, працювала в Сімферопольському міськвиконкомі плановиком-економістом.

### Підпільна діяльність
Під час окупації влаштувалася працювати в ресторан, тому не була вислана в Німеччину.
Зоя була двоюрідною сестрою Лідії Трофименко – секретаря комсомольської організації школи №14. 
Першим актом опору дівчат стало поширення листівки кримських партизан — переписавши по чотири примірники цієї листівки, шість з них роздали знайомим, одну підкинули в під'їзд великого будинку і одну наклеїли на розі вулиць Ново-Садової і Севастопольської серед німецьких оголошень і наказів.
13 грудня 1941 р. на квартирі Ліди в будинку на вулиці Нижнєгоспітальної відбулося перше зібрання підпільної комсомольської організації з дев'яти членів секретарем якої був обраний Борис Хохлов.
Група поширювала листівки, від руки переписуючи зведення Радінформбюро, почуті по зібраному радіоприймачу, та статті «Червоного Криму». Готувала листок «Вісті з Батьківщини», який випускала два-три рази на місяць тиражем триста-чотириста примірників.
Зої Рухадзе було доручено прислухатися до розмов офіцерів в ресторані де вона працювала. Але головним її завданням був зв'язок з групою татар, що встала на бік ворога. Смаглява дівчина була схожа на мусульманку і була серед татарських добровольців майже своя. Серед них вона збирала інформацію і вела агітацію.
Влітку 1943 року група встановила зв'язок з партизанами, увійшла в сімферопольську молодіжну організацію і, отримавши міни, з осені стала здійснювати диверсії.
У грудні 1943 року гестапо заарештувало Бориса Хохлова. На засіданні підпільного комітету було вирішено, що група, в тому числі і Зоя Рухадзе, повинні піти у глибоке підпілля.
У 1944 році Зоя Рухадзе брала участь у пошкодженні кабелю, що надовго залишило німецьке командування без зв'язку.

### Арешт та смерть

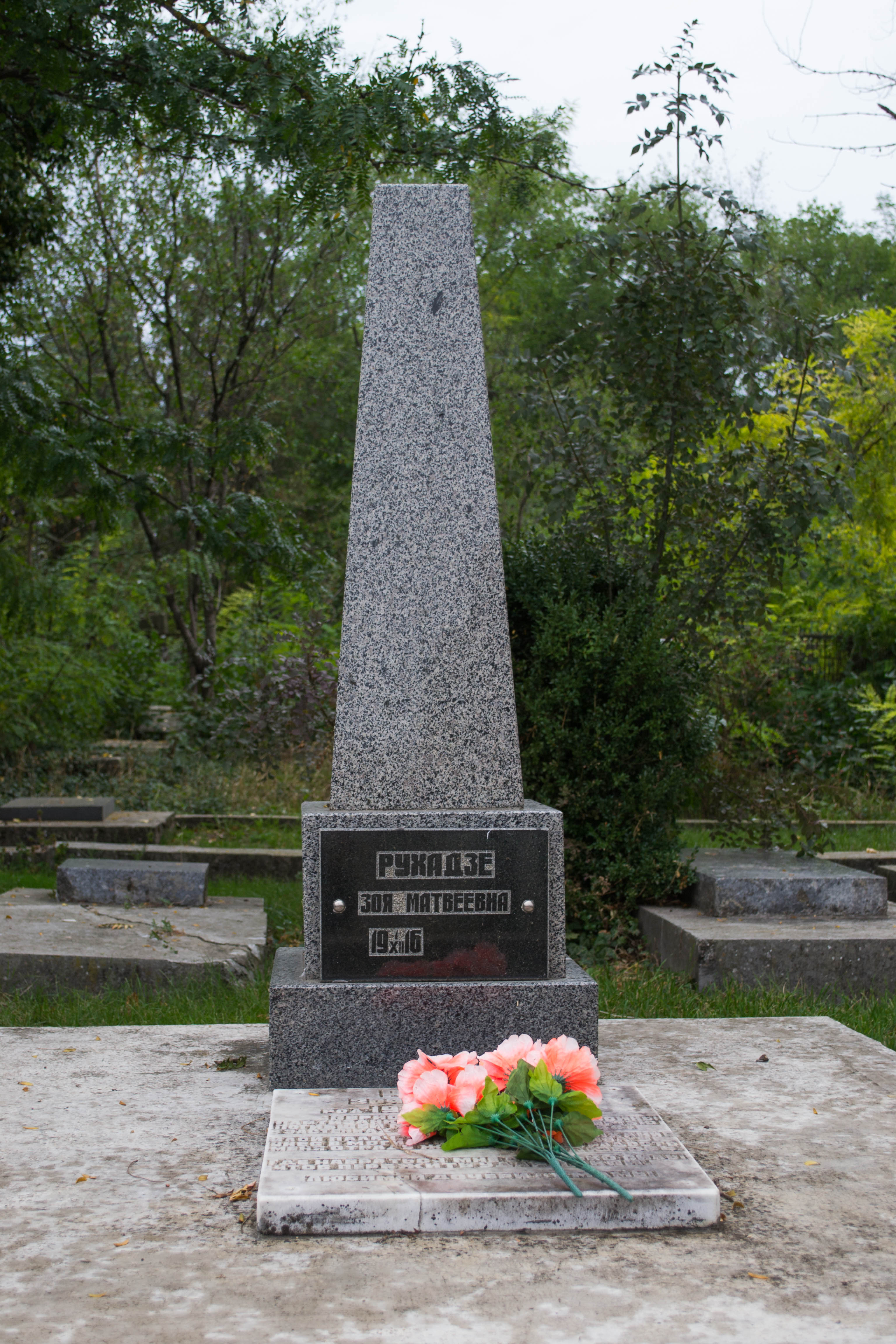
Могила підпільниці Зої Рухадзе

Заарештована гестапо 10 березня 1944 року. В застінках піддавалася болісним тортурам.
Передала із в'язниці записку з трьома останніми рядками з вірша Віри Фігнер «До матері», а перед катами вигукнула ім'я Віри Фігнер.
Після звільнення Сімферополя тіло Зої Рухадзе було знайдено в одній з чотирьох криниць на місці масових розстрілів в концтаборі на території радгоспу «Червоний» разом з тілами актриси О. Ф.  Перегонець, художника М. А. Баришева, підпільника В. К. Єфремова і багатьох інших. За деякими відомостями Зоя Рухадзе була скинута в колодязь ще живою.
Похована на Староруському кладовищі Сімферополя. Посмертно нагороджена медаллю «За відвагу».

## В культурі
У 1951 році Йосип Нонешвілі написав поему «Повість про одну дівчину [Архівовано 20 лютого 2020 у Wayback Machine.]» (перекладена з грузинської Миколою Заболоцьким).
У 1971 році про Зою Рухадзе був знятий художній фільм «Дівчина з камери № 25».

## Пам'ять
Іменем Зої Рухадзе названа вулиця в Сімферополі. Також її ім'я присвоєно школі № 14 у Сімферополі та школі № 42 в Тбілісі.
У 1957 році ім'я Зої Рухадзе був навічно зараховане у списки Сімферопольської міської комсомольської організації.